# Устав Босне и Херцеговине из 1974.
Устав Социјалистичке Републике Босне и Херцеговине донет 25. фебруара 1974. био је  највиши правни акт у Социјалистичкој Републици Босни Херцеговини и трећи од укупно три устава које је Босна и Херцеговина донела као федерална јединица Југославије.
Усвојила га је Скупштина СР Босне и Херцеговине на заједничкој седници свих пет већа 25. фебруара 1974. и ускалђен је са одредбама Устава СФРЈ који је 21. фебруара 1974. усвојила Савезна скупштина. Нови Устав састављен је од елементара претходног Устава, као и Уставних амандмана из 1966, 1967, 1969. и 1971. године. Основне уставне промене односиле су се на — институције удруженог рада, односе у федерацији, структури скупштина друштвено-политичких заједница и развијање делегатског система и делегатског односа. Уставом је уведено Председништво СР Босне и Херцеговине, а Скупштина је уместо дотадашњих пет имала је три већа — Друштвено-политичко веће, Веће удруженог рада и Веће општина. Скупштински систем заснован је на делегатском принципу, почевши од општине, преко града до Републике. Само су делегати оптштинских скупштина бирани на непосредним изборима од стране грађана, док су делегати градских и републичке скупштине бирани посредно од стране општинских делегата.
Овим Уставом Муслимани су признати за равноправну нацију у Босни и Херцеговини, иако је и пре формалног уставног статуса у пракси уважаван њихов политички субјективитет и конститутивност. Прве измене Устава СР Босне и Херцеговине биле су 12. јула 1976. када су усвојени уставни амандмани којима је уведена институција проењивог делегата и повећано учешће скупштина самоуправних и интересних заједница у раду Скупштине Босне и Херцеговине. Нових осам амандмана усвојених 21. јула 1981, у складу са изменама Устава СФРЈ, ограничиле су трајање мандат у представничким органима на једну, а у извршним органима на две године без могућности поновног избора. Марту 1984. усвојено је нових шест амандмана којима је су унете измене у односу на разраду принципа према удруженом раду, одлучивању и степену одговорности и слично.
Усвајањем 38 амандмана на Устав донетих 11. априла 1989. Скупштина је увођењем изборних листи практично укинула једнопартијски систем, као и монопол владајућег Савеза комуниста. Након увођења вишестраначког система у другим југословенским републикама, Скупштина је 31. јула 1990. усвојила 31 амандман на Устав којим је спроведена опсежна устана реформа којом је Босна и Херцеговина дефинисана као „демократска и суверена држава равноправних грађана, народа Босне и Херцеговине – Муслимана, Срба, Хрвата и припадника других народа и народности који у њој живе”. Значајна промена извршена је у погледу својинских односа који су изједначени, чиме је напуштено дотадашње фаворизовање друштвеног система привреде. Уведен је принцип поделе власти на законодавну, извршну и судску, у односу на дотадашње јединство власти. Уставним амандманима Скупштина СР Босне и Херцеговине реорганизована је у два већа — Веће грађана и Веће општина.
Овим изменама и доношењем нових изборних закона омогућено је оржавање првих вишестраначких избора у Босни и Херцеговини 18. новембра 1990. године. Од битног значаја била је и Одлука Уставног суда Босне и Херцеговине о уставности организовања политичких партија на националној основи, што је отворило простор формирању и оснивању више политичких партија са националним предзнаком.